# Alfred Stieglitz
Alfred Stieglitz (n. 1 ianuarie 1864, Hoboken, New Jersey, SUA – d. 13 iulie 1946, New York City, New York, SUA) a fost un fotograf american. De-a lungul unei cariere îndelungate, a contribuit la recunoașterea fotografiei ca formă de artă. Stieglitz a administrat galerii de artă în New York la începutul anilor 1900, unde a expus lucrări ale unor artiști europeni inovatori. A fost căsătorit cu pictorița Georgia O'Keeffe, care a fost și modelul său.